# Tisztavíz megállóhely
Tisztavíz megállóhely egy megszűnt Hajdú-Bihar vármegyei vasúti megállóhely Nyíradony településen, a MÁV üzemeltetésében. Aradványpuszta és Tamásipuszta külterületi településrészek között nagyjából félúton helyezkedik el, közvetlenül a 471-es főút mellett.
A vonatok az alacsony utasforgalom miatt 2020. december 13-ától megállás nélkül továbbhaladnak a megállóhelyen. Megszüntetése előtt itt a Debrecen és Mátészalka/Fehérgyarmat között 2 óránként közlekedő személyvonatok álltak meg.

## Vasútvonalak
A megállóhelyet az alábbi vasútvonalak érintik:
- Apafa–Mátészalka-vasútvonal

## Kapcsolódó állomások
A megállóhelyhez az alábbi állomások vannak a legközelebb:
- Tamásipuszta megállóhely (Apafa–Mátészalka-vasútvonal)
- Aradványpuszta megállóhely (Apafa–Mátészalka-vasútvonal)